# Monnina pycnophylla
Monnina pycnophylla är en jungfrulinsväxtart som beskrevs av Eriksen. Monnina pycnophylla ingår i släktet Monnina och familjen jungfrulinsväxter. Inga underarter finns listade i Catalogue of Life.